# Жуцевска култура
Жуцевската култура е археологическа култура от късната новокаменна епоха, датираща около 2700 г. пр.н.е. Обхваща територията по крайбрежието на Гданския и Висленския залив, и се простира на север до Куршския залив и до селището Швентой в Литва. Наименованието й произлиза от село Жуцево, Пушки окръг в Полша.
Жуцевската култура е сходна с Културата на шнуровата керамика и праиндоевропейската култура Нарва и Културата на кълбовидната амфора. Традиционно тя се определя като вариация на Културата на шнуровата керамика, но най-новите изследвания показват, че културата е формирана преди нея. Тази култура се е специализирала в използването на морските ресурси и е съществувала успоредно с майчината си култура от известно време. Селищата са били съставени от характерни къщи, укрепени срещу морска ерозия, и са били разположени по крайбрежието и по̀ на изток. Хората от културата са опитомили говеда, прасета, някои кози, но са се занимавали слабо с тяхното отглеждане. Занимавали са се с риболов и лов, особено на перконоги, многобройни по това време по брега на Балтийско море. Хората са произвеждали и търгували с кехлибарени декоративни предмети в специализирани магазини. Открити са голям брой кехлибарени артефакти край село Юодкранте в Литва.
Преди културата е свързвана с най-ранния произход на балтите. Проследяването на формирането на балтите до Жуцевската култура би могло да обясни разликите между западните и източните балти и техните езици, въпреки че лингвистични заключения, базирани на тази методология са противоречиви и предварителни в най-добрия случай, ad hoc в най-лошия. Обикновено полските и немските археолози поставят културата точно на брега, докато литовските и латвийските учени я разширяват много по-навътре, описвайки крайбрежните селища като културен и икономически център, а вътрешните села като периферия.